# Arrondissement Lannion
Lannion is een arrondissement van het Franse departement Côtes-d'Armor in de regio Bretagne. De onderprefectuur is Lannion.

## Kantons
Het arrondissement was tot 2014  samengesteld uit de volgende kantons:
- kanton Lannion
- kanton Lézardrieux
- kanton Perros-Guirec
- kanton Plestin-les-Grèves
- kanton Plouaret
- kanton La Roche-Derrien
- kanton Tréguier

Na de herindeling van de kantons bij decreet van 13 februari 2014, met uitwerking op 22 maart 2015 omvat het volgende kantons:
- kanton Bégard (deel 9/23)
- kanton Lannion
- kanton Perros-Guirec
- kanton Plestin-les-Grèves
- kanton Tréguier